# Antoni Benedykt Lubomirski
Ne doit pas être confondu avec Antoni Lubomirski.
Antoni Benedykt Lubomirski (mort le 25 juillet 1761), noble polonais de la famille Lubomirski, propriétaire de Połonne, Międzyrzecz et Miropol, maréchal de la Diète de Pologne-Lituanie (1746), major général de l'armée de la Couronne, grand porte-étendard de la Couronne (1754).

## Biographie
Antoni Lubomirski est le fils de Jerzy Dominik Lubomirski et de Magdalena Tarło.
Il est le propriétaire de Przeworsk et Boguchwała.

## Mariage et descendance
De son mariage avec Anna Zofia Ożarowska, il a deux enfants:
- Jerzy Marcin Lubomirski (1738-1811)
- Magdalena Agnieszka Lubomirska (1739-1780), épouse de Joseph Lubomirski, puis de Aleksander Michał Sapieha

## Sources
- (en) Cet article est partiellement ou en totalité issu de l’article de Wikipédia en anglais intitulé « Antoni Benedykt Lubomirski » (voir la liste des auteurs).

- (pl) Cet article est partiellement ou en totalité issu de l’article de Wikipédia en polonais intitulé « Antoni Benedykt Lubomirski » (voir la liste des auteurs).